# 알렉상드르 쿠아레
알렉상드르 쿠아레(Alexandre Koyré, 1882년/1892년 - 1964년)는 러시아 태생의 프랑스 과학사학자, 철학자이다. 근대 과학 혁명기에 대한 탁월한 연구로 유명하다.
젊어서는 독일 철학의 세례를 받았고, 후에 프랑스로 이주해 활동을 했지만 뒤에는 미국을 중요한 지적 배경으로 선택했다. 르네상스 신비주의에서 낭만주의 철학 시기까지, 혹은 코페르니쿠스 이론에서 뉴튼의 종합까지, 그의 가장 주요한 업적은 근대 우주론을 "정신적" 혁명의 기원이자 결과로 해석한 르네상스 및 근대 과학사 연구였다.

## 생애
그는 프랑스에서는 베르그송과 랄랑드, 브렁슈빅 등의 신칸트주의자 밑에서 배웠으며, 독일에서는 훗설과 힐베르트 아래 있었다. 그의 최초의 연구는 제논의 역설에 대한 것이었는데, 이때 다루어진 운동 개념의 문제는 훗날 과학사학자로서의 그의 연구의 주요한 주제로 계속 남아있었다. 1919년 파리로 이주한 그는 계속 철학을 가르쳤는데, 그의 경향은 러시아 신비주의, 스피노자 철학, 그리고 현상학적으로 해석된 헤겔 철학이었고, 양차 세계대전 사이에 프랑스에서 현상학과 실존주의가 결합된 데는 그의 현상학 연구와 소개가 큰 역할을 했다. 그러나 그는 현상학을 하이데거와 같이 형이상학으로 받아들이기보다는 일종의 본질 탐구를 위한 방법론으로 받아들였다.
일찍이 자콥 뵈메와 러시아 낭만주의 철학에 대한 연구를 통해, 르네상스 영성이나 러시아 민족주의와 같은 문화적 맥락을 "개념적 분석"을 통해 형이상학적 직관과 결합시키는 탁월한 능력을 보여준 그는 1930년대부터 본격적으로 르네상스 시기와 근대 초를 배경으로 한 과학사 연구를 시작했다. 그는 과학적 신조들이 마치 신학적인 신조와 마찬가지로, 그가 딜타이의 "세계관"이나 호프딩의 "세계의 개념"이라고 부른 "사유의 구조"에 속하는 것이라고 보았고, 서로 다른 역사적 시기에 존재한 "서로 다른 사유 구조"를 찾아내는 것에 관심을 기울였다. 쿠자의 니콜라스, 파라켈수스, 코페르니쿠스 등을 연구하며 그는 "더 이상 우리의 것이 아닌 사유에 대한 연구를 할 때 가장 어렵고 또 가장 필요한 것은 우리가 알고 있는 것을 잊어버리는 것이다"라는 말과 함께 레비 브륄의 "망딸리떼" 개념을 받아들여 과학사 연구에 적용시켰다.
쿠아레의 대표적인 저작물은 프랑스어로 쓴 "갈릴레오 연구(Études galiliéennes, 1939)와 영어로 쓴 "닫힌 세계에서 열린 우주로(From the Closed World to the Infinite Universe, 1957)"와 같은 르네상스-근세 시기의 물리학과 우주론에 대한 과학사 연구이다. 하나의 과학 이론을 당시의 문화적 맥락과 형이상학적 직관을 결합시켜 해석한 그의 과학사 연구는 (비록 그와 때때로 견해를 달리 하지만, 그 영향 하에 있다는 점에서 후계자들이라고 할 수 있는) 과학혁명의 구조를 저술한 토마스 쿤의 패러다임 개념이나 푸코의 에피스테메 개념을 가능케 해준 토양을 형성했다고 할 수 있다.
"과학적 사유는 진공 속에서 발달하는 것이 아니라, 적절하게는 철학에 속하는 것으로 여겨질 관념의 틀, 기본적인 원칙, 자명한 것으로 보이는 공리들 속에서 발생한다." 과학을 다른 종류의 집합적 표상에 연결시키고, 과거의 언어를 재구성함으로써 쿠아레는 과학사 연구를 인류학적 연구의 기초 위에 세워놓았고 과학을 분석하는 새로운 역사적 방법론을 개발해내었다.

## 참고 자료
- 위 설명은 노스모크에서 저작자가 발췌함.